# Ables Springs
Ables Springs ist eine Siedlung im Nordosten des Kaufman County im US-Bundesstaat Texas. Sie liegt etwa 16 Kilometer nordöstlich von Terrell an der Farm Road 429.

## Geschichte
Die Geschichte des Ortes beginnt 1853 mit dem Ehepaar James W. Ables und Eliza Godfrey Ables. Sie ließen sich hier auf einem Stück Land nieder, das Ables' Vater Ezekiel 1838 vom Staat Texas erhalten hatte, und begannen die inmitten einer Region natürlicher Quellen liegenden Weiden zu bewirtschaften.
Die Eheleute waren bekennende Mitglieder der Methodistischen Kirche. 1878 übertrugen sie etwa 3,5 Hektar ihres Landes an die Methodist Episcopal Church, South und räumten ihr das Recht ein, es für beliebige Zwecke zu nutzen. Die Kirchengemeinschaft errichtete dort ein Gotteshaus, ein Tabernakel und eine öffentliche Schule. Ein Teil des Landes wurde zur Anlage eines Friedhofs genutzt.
Mitte der 1980er Jahre siedelten sich eine Baptistengemeinde und eine Gemeinde der Church of Christ in Ables Springs an. Die ehemals selbständige Schule ist heute Teil des Schulverbundes von Terrell.

## Quelle
- Historical Marker der Texas Historical Commission (errichtet 1985)
- Ables Springs, Texas, im Handbook of Texas Online